# Клан Линдси

герб лордов Линдси, графов Кроуфорд

Линдси — один из кланов равнинной части Шотландии.

## Происхождение
Название рода, как считается, территориального происхождения. Оно ведёт своё начало от англо-норманнского урочища Линдси в Линкольншире, быть может, этимологически связанного с нормандской деревней Лимси (Limésy).
Линдси (Линдсеи) выходят на историческую арену в XI веке — одновременно в Англии и Шотландии. И первым известным членом этой фамилии является Балдрик де Линдесая (Baldric de Lindesaya). Сэр Уолтер де Линдисси (Sir Walter de Lindissie) сопровождал короля Давида I из Англии в Шотландию. Вообще, Давид I весьма благоволил «южным норманнам» и пожаловал им некоторые владения на юге страны. При нём из Англии в Шотландию перебрались такие нормандские кланы (аэтты), как Ролло («Роллоны»), Синклеры и другие.
Правнук вышеупомянутого Уолтера — сэр Вильям де Линдси (Sir William de Lindesay) — был в 1164 году избран в Парламент, а потом служил юстициарием. Вильям владел землями в Кроуфорде (Crawford), на юге Ланаркшира.
Сыном сэра Вильяма Линдси был сэр Дэвид де Линдси, который женился на члене королевской семьи Марджори. Дэвид умер в 1214 году, и его преемником стал лорд Кроуфорд и верховный судья Лотиана —его сын, которого также звали Дэвид. Этот Давид также унаследовал английские владения Лаймсей и Вулврей.
Людовик Линдси — XVI граф Кроуфорд одно время служил под знамёнами королей Европейского континента. Когда же началась гражданская война на Британских островах, он вернулся в Шотландию и встал на сторону короля Карла І, командуя кавалерийским полком в бою под Марстон-Мур. Потом он поддержал маркиза Монтроза.

## Восстание XVIII века и якобиты
Первый граф Балкаррес был потомственным правителем Эдинбургского замка. Он также был назначен государственным секретарем Шотландии и Верховным комиссаром Генеральной Ассамблеи. Его младшим сыном был Колин Линдси, 3-й граф Балкаррес, который был убежденным якобитом и сражался во время восстания якобитов в 1715 году. В 1739 году Джон Линдси, 20-й граф Кроуфорд, был назначен подполковником недавно сформированного 43-го пехотного полка (полк «Чёрной стражи»), который поддерживал британское правительство во время восстания якобитов в 1745 году и был сформирован из десяти независимых горных отрядов «Чёрной стражи».